# Andrzej Szypulski (scenarzysta)

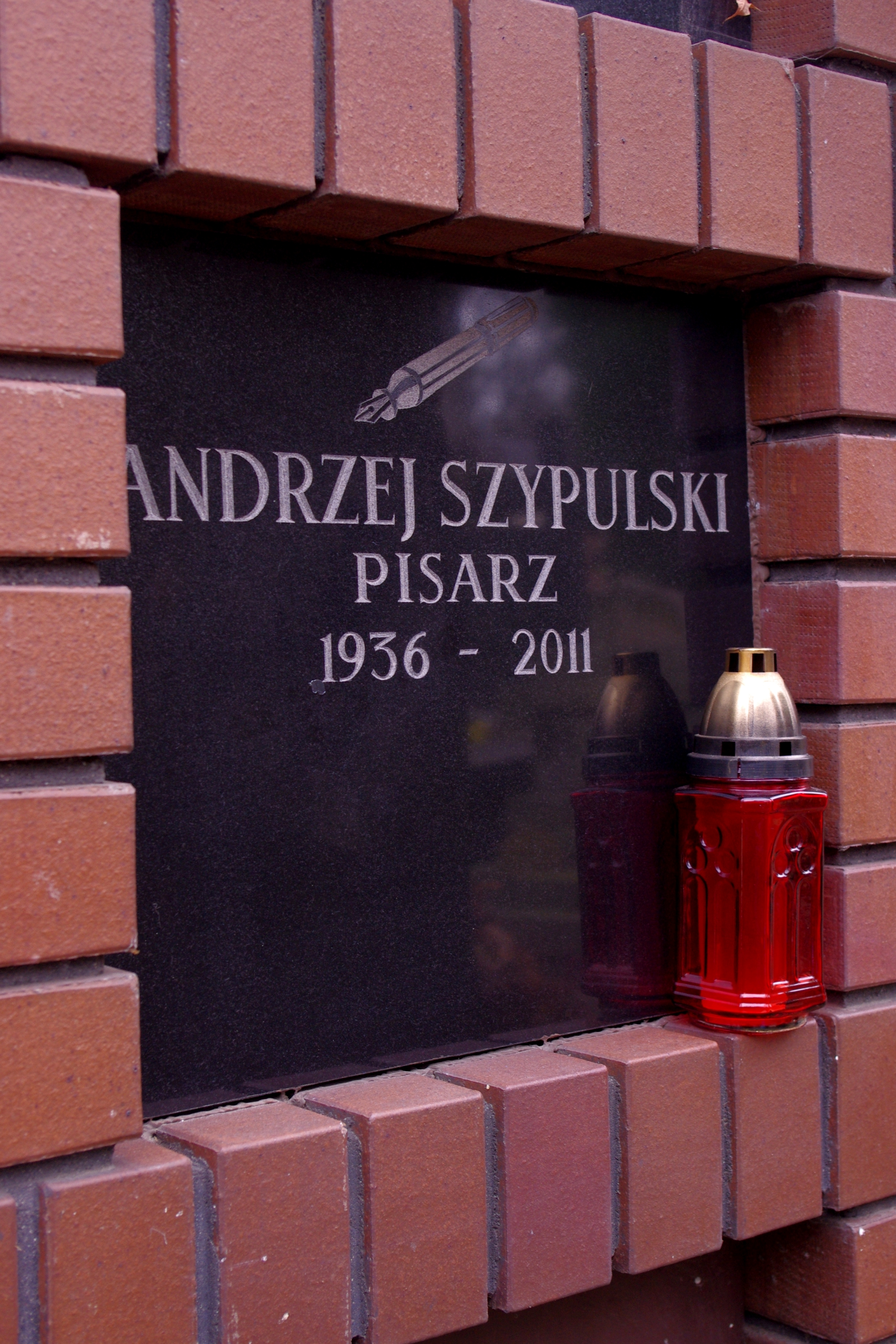
Grób Andrzeja Szypulskiego na Starych Powązkach w Warszawie

Andrzej Szypulski, pseud. literacki Remigiusz Janowicz (ur. 5 września 1936 w Warszawie, zm. 25 stycznia 2011 tamże) – polski dziennikarz, scenarzysta i pisarz.

## Życiorys
Ukończył studia na Wydziale Polonistyki Uniwersytetu Warszawskiego, zawodowo trudnił się dziennikarstwem. Debiutował w 1956 na łamach prasy literackiej publikując opowiadania, w późniejszym czasie był autorem sztuk teatralnych, opowiadań, powieści i wierszy. W latach 50. XX wieku dwukrotnie otrzymał nagrodę Nowej Kultury i Po prostu (była to Warszawska Literacka Nagroda Młodych). W 1976 został odznaczony Złotym Krzyżem Zasługi.
Był współautorem (wspólnie ze Zbigniewem Safjanem pod pseudonimem Andrzej Zbych) scenariuszy do serii spektakli Teatru Telewizji i serialu Stawka większa niż życie oraz seriali Dyrektorzy i Ślad na ziemi  wspólnie z Aleksandrem Minkowskim.

## Wybrana twórczość

### Film
- Stawka większa niż życie – serial (1967–1968)
- Najważniejszy dzień życia – cykl filmowy (1974)
- Życie na gorąco – serial (1978)

### Sztuki teatralne
- Życie seksualne białych myszek, sfilmowana przez Agnieszkę Holland pt. „Coś za coś"
- Śniadanie, obiad, kolacja
- Tlen

### Słuchowiska radiowe
Spośród kilkudziesięciu Polskie Radio w 1977 opublikowało pod wspólnym tytułem "Czarne motyle" wybrane słuchowiska m.in.:
- Agent z Vaduz
- Mozart
- Czarne motyle
- Myśląca cebula